# عائشة الحشر
عائشة بنت عبد العزيز الحشر؛ ولدت في مدينة جدة عام1384هـ (1964م) كاتبة وروائية وتربوية، تساهم في مجال الأدب والتعليم.

## تعليمها
درست عائشة الحشر المرحلة الابتدائية في مدينة تبوك، ثم انتقلت مع أسرتها إلى جدة حيث أكملت دراستها المتوسطة. في مدينة أبها أتمت دراستها الثانوية عام 1403هـ (1983م). ثم التحقت بكلية التربية للبنات بأبها، وتخرجت منها عام 1407هـ(1987م).

## المسيرة العملية
عملت عائشة الحشر في التعليم كمعلمة للمرحلتين المتوسطة والثانوية، ثم شغلت منصب مشرفة تربوية. بع ذلك، تولت رئاسة شعبة التطوير التربوي بتعليم البنات في أبها. انتقلت لاحقًا إلى وحدة الإعلام التربوي بجدة، ثم عادت للعمل في تعليم البنات بمنطقة عسير.

## نشاطها الثقافي
شاركت عائشة الحشر في العديد من الفعاليات الثقافية والأدبية، حيث أسهمت في تعزيز الحوار حول قضايا المرأة والمجتمع من خلال كتاباتها ومشاركاتها. كتبت في زاوية جريدة المدينة بعنوان ( وجه الحقيقة)، أصدرت كتابها الأول (خلف أسوار الحرملك) الذي تأملت من خلال موضوعاته حال المرأة وإنسانية النساء، كما صدرت لها روايتنا (سقر) و(التشظي).

## مؤلفاتها
1. خلف أسوار الحرملك، نادي أبها الأدبي، 1427هـ.
2. رواية سقر، الدار العربية للعلوم ناشرون، 1427هـ
3. رواية التشظي، الدار العربية للعلوم، 1430هـ.[2]
4. أنوثة السماوات والأرض، مكتبة جزيرة الورد.

## وصلات خارجية
- يا ديوجين اترك مصباحك وجدت عائشة.
- ممارسة الحبكة في البنية الروائية.